# 21 Jump Street (pel·lícula)
|  | Per a altres significats, vegeu «Jump Street». |

21 Jump Street és una pel·lícula nord-americana d'acció i de comèdia del 2012 dirigida per Phil Lord i Christopher Miller, escrita per Michael Bacall i protagonitzada per Jonah Hill i Channing Tatum, basada en la sèrie de televisió amb el mateix nom 21 Jump Street. És la preqüela de la pel·lícula 22 Jump Street.

## Argument
Uns agents de la policia s'infiltren en un institut per tal d'erradicar la delinqüència juvenil que s'està produint. Els dos agents Schmidt (Jonah Hill) i Jenko (Channing Tatum), que eren enemics durant l'institut, però que posteriorment en trobar-se a l'acadèmia de policia varen fer-se amics complementant-se, hauràn d'entrar en acció en un institut. Els traslladen a una unitat de la policia secreta anomenada 'Jump Street', comandada pel capità Dickson (Ice Cube). Un cop infiltrats a l'institut hauran d'adaptar-se als canvis entre la joventut d'aleshores envers la que varen viure ells per tal de descobrir un traficant d'una nova droga que circula per aquells ambients adolescents.

## Repartiment
A continuació es mostra el repartiment de la pel·lícula:
- Jonah Hill és Morton Schmidt/Doug McQuaid.
- Channing Tatum és Greg Jenko/Brad McQuaid.
- Brie Larson és Molly Tracey.
- Dave Franco és Eric Molson.
- Rob Riggle és Sr. Walters.
- DeRay Davis és Domingo.
- Ice Cube és Capità Dickson.
- Chris Parnell és Sr. Gordon.
- Ellie Kemper és Sra. Griggs.
- Jake Johnson és Principal Dadier.
- Nick Offerman és Cap adjunt Hardy.
- Holly Robinson Peete és Oficial Judy Hoffs.
- Lindsey Broad és Lisa.
- Johnny Simmons és Billiam Willing-ham.
- Spencer Boldman és French Samuels.
- Rye Rye és Jr. Jr.
- Caroline Aaron és Annie Schmidt.
- Dakota Johnson és Fugazy.
- Valerie Tian és Burns.
- Luis Da Silva és One-Percenter.
- Johnny Depp (cameo no acreditat) és Tom Hanson.[3][4]
- Peter DeLuise (cameo no acreditat) és Doug Penhall.[3]